# La vida breve
La vida breve  (La vita breve) è un'opera in due atti di Manuel de Falla su libretto originale spagnolo di Carlos Fernández Shaw. La prima rappresentazione venne data al Casinò Municipale di Nizza nel 1913.
L'opera completa, della durata di un'ora, viene rappresentata raramente, ma le sue danze vengono spesso eseguite in concerti sinfonici, specialmente il famoso Interludio e danza. Anche la Danza spagnola, parte delle celebrazioni nuziali, è ben nota fra i violinisti come pezzo per violino nell'arrangiamento di Fritz Kreisler. L'impianto dell'opera è sicuramente inusuale per i fatto di avere un maggior numero di parti strumentali rispetto a quelle vocali. La scena iniziale descrive un mattino tipico di un villaggio spagnolo, con un coro maschile di lavoratori.
Il soprano Victoria de los Ángeles e il mezzosoprano Teresa Berganza hanno entrambe cantato il ruolo di Salud in versioni registrate dell'opera.

## Trama
Una bella e giovane zingara, Salud, è follemente innamorata di un giovane di nome Paco. Lei non sa, e Paco non glielo dice, che è già fidanzato con "una de su clase" (una ragazza della sua condizione sociale, si presume di classe più elevata). Comunque, suo zio e sua nonna hanno scoperto il fatto, e tentano inutilmente di evitare che ella rovini il prossimo matrimonio dopo che ha scoperto la verità. Quando Salud affronta Paco davanti alla sposa incredula ed agli invitati al matrimonio, egli nega di conoscerla generando in lei un grande dolore. Salud crolla letteralmente morta ai suoi piedi come ultimo gesto per un amore finito.

## Registrazioni selezionate
- La vida breve - Victoria de los Ángeles, Carlo Cossutta, Juan de Andia, Ana Maria Higueras, Jose Maria Higuero, Gabriel Moreno, Victor de Narké, Ines Rivadeneyra, Luis Villarejo - Spanish National Orchestra, Rafael Frühbeck de Burgos
- La vida breve (Palau de les Arts Reina Sofía, 2010) - Lorin Maazel, DVD C Major

## Curiosità
- Ascoltando il ritornello di La vida breve nella danza spagnola n.1 suonata con violino da Jacques Thibaud o Fritz Kreisler, si riconosce il leit motiv di "La vita è bella", colonna sonora del film di Roberto Benigni, premiata con l'Oscar alla musica.